# احمد تانگاویی
احمد تانگاویی (انگلیسی: Ahmed Tangeaoui؛ زادهٔ ۲۹ مهٔ ۱۹۸۲) بازیکن فوتبال اهل فرانسه است.
از باشگاه‌هایی که در آن بازی کرده‌است می‌توان به باشگاه فرهنگی ورزشی دبی، باشگاه فوتبال آنژه، باشگاه فوتبال کان، و باشگاه فوتبال پاریس اف سی اشاره کرد.
وی همچنین در تیم‌های ملی فوتبال équipe de france بازی کرده‌است.